# Istočna Ilidža
Istočna Ilidža (česky doslovně Východní Ilidža) je název pro obec (opštinu), která se nachází v Bosně a Hercegovině. Administrativně je součástí Republiky srbské. Historicky vznikla po podepsání daytonské dohody v roce 1995 vyčleněním území, které získala Republika srbská z původní obce/općiny Ilidža. 
Součástí opštiny Východní Ilidža jsou sídla Kasindo, Gornje Mladice, Krupac a některé části, které původně patřily k městu Sarajevo, ale ocitly se na území Republiky srbské. Většina z nich se nachází v údolí řeky Željeznica. Opština z urbanistického hlediska přiléhá spíše k východnímu Sarajevu, než městu Ilidža.
Původně byla opština známa pod názvem Srbská Ilidža/Srpska Ilidža, ale tento název byl v roce 2004 změněn na Kasindo a později ještě na Istočna Ilidža – Východní Ilidža. V roce 2013 zde žilo celkem 14 763 obyvatel.